# Dresden (Maine)
Dresden – miasto w Stanach Zjednoczonych, w stanie Maine, w hrabstwie Lincoln.